# Charles Dantzig

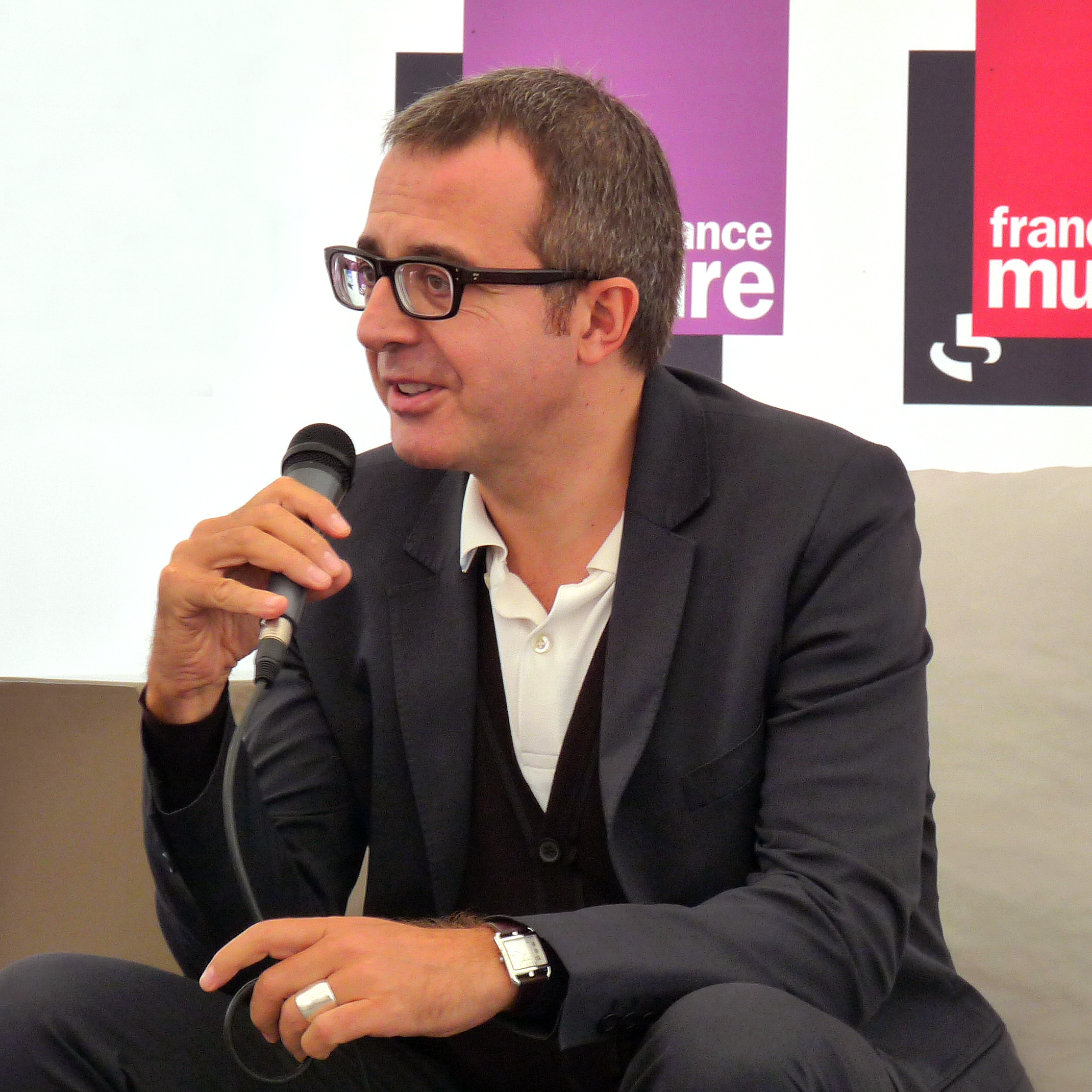
Charles Dantzig (2011)

Charles Dantzig (* 7. Oktober 1961 in Tarbes, Département Hautes-Pyrénées, Frankreich) ist ein französischer Autor, Dichter und Herausgeber.

## Leben
Dantzig stammt aus einer Familie von Professoren der Medizin. Nach dem Baccalauréat (Abitur) studierte er Rechtswissenschaft an der Universität Toulouse. Seine Doktorarbeit, die er im Alter von 28 Jahren in Paris vorlegte, befasste sich mit den „Freiheiten der Luft“, den Luftfahrtrechten von Fluggesellschaften.
Seine berufliche Laufbahn begann 1995 beim Pariser Verlag Les Belles Lettres, bei dem er für die drei Buchreihen Brique (Gegenwartsliteratur), Eux & nous (Klassische Philologie) und Trésors de la Nouvelle (Neuerscheinungen) verantwortlich war. Nachdem er selbst Werke von Fitzgerald und Oscar Wilde übersetzt hatte, war er für die Erstveröffentlichung einer Gedichtsammlung von Francis Scott Fitzgerald zuständig. Der Verlag publizierte unter seiner Leitung als erster das Gesamtwerk von Marcel Schwob sowie Anthologien mit Gedichten der Symbolisten, der griechischen Klassiker und von Voltaire.
Dantzig veröffentlichte in dieser Zeit seine ersten Essays, Gedichte und Romane. Mit seinem Wechsel zum Pariser Verlagshaus Éditions Grasset im Jahre 2003 wurde er Herausgeber. Daneben betreute er die so genannten Cahiers rouges (Rote Hefte) des Verlages. Bei dieser Reihe wurden sowohl Klassiker wie Jean de La Ville Mirmont und Jean Desbordes, als auch Autoren des 20. Jahrhunderts wie Harold Nicolson, George Moore und Robert de Saint-Jean verlegt. Die Reihe enthielt auch bisher in Frankreich unveröffentlichte Werke, zum Beispiel von Samuel Beckett, Bernard Frank und Truman Capote. Der Verlag Grasset publizierte unter seiner Führung auch einige Biografien, so zum Beispiel von Irène Némirovsky, Pascal Jardin und Jules Michelet.

## Preise und Ehrungen
- 1996: Prix Paul Verlaine
- 2001: Prix Jean Freustié
- 2001: Prix Roger-Nimier
- 2005: Prix de l’Essai de l’Académie française
- 2005: Prix Décembre
- 2009: Prix Duménil
- 2010: Grand prix Jean-Giono für sein Gesamtwerk

## Veröffentlichungen
Essays
- 1990: Remy de Gourmont, Cher Vieux Daim !. Le Rocher, Paris.
- 1995: Il n’y a pas d’Indochine. Les Belles Lettres, Paris.
- 2005: Dictionnaire égoïste de la littérature française. Grasset und Le Livre de Poche, beide Paris.
- 2009: Encyclopédie capricieuse du tout et du rien. Grasset, Paris.
- 2010: Pourquoi lire ? Grasset, Paris.
  - 2011: deutsch von Sabine Schwenk: Wozu lesen? L.S.D./Steidl, Göttingen, ISBN 978-3-86930-366-6.[1]
- 2013: À propos des chefs-d'œvres, Éditions Grasset, Paris, ISBN 978-2-246-80396-6.
- Les Écrivains et leurs mondes (Laffont, Bouquins, 2016)
  - 2015: deutsch von Sabine Schwenk: Das Meisterwerk. Steidl, Göttingen 2015, ISBN 978-3-86930-954-5
- Les Écrivains et leurs mondes (Laffont, Bouquins, 2016)
- Traité des gestes (Grasset, 2017)
- Chambord-des-songes (Flammarion, 2019)
- Dictionnaire égoïste de la littérature mondiale (Grasset, 2019)
- Théorie de théories (Grasset, 2021)
- Le napoléonisme. Les trois stades du légendaire (Silvana Editoriale, 2021)
- Proust Océan (Grasset, 2022)

Gedichte
- 1995: Le chauffeur est toujours seul. La Différence.
- 2001: À quoi servent les avions ?. Les Belles Lettres, Paris.
- 2003: En souvenir des long-courriers, Les Belles Lettres, Paris.
- 2003: Bestiaire. Mit Tintenzeichnungen von „Mino“, Les Belles Lettres, Paris, ISBN 2-251-44232-4.
- 2010: La diva aux longs cils. Grasset, Paris.
- 2010: Les Nageurs. Grasset, Paris.
- 2018: Démocratie de bord de mer. Grasset, Paris.
- 2022: Genre : fluide. Point Poésie, Éditions du Seuil, Paris.

Romane
- 1993: Confiture de crimes, Les Belles Lettres, Paris.
- 2001: Nos vies hâtives. Grasset, Paris.
- 2003: Un film d'amour. Grasset, Paris.
- 2007: Je m'appelle François. Grasset, Paris.
- 2011: Dans un avion pour Caracas. Grasset, Paris.
- 2015: Histoire de l'amour et de la haine. Grasset, Paris.

Kurzgeschichten
- 2014: New York, Noir. Claude Blaizot, Paris.
  - 2019: deutsch von Melanie Heusel: New York, Noir. L.S.D./Steidl Verlag, Göttingen, ISBN 978-3-95829-078-5.

Übersetzungen in die französische Sprache
- 2010: Francis Scott Fitzgerald: Un légume. Grasset, Paris, Collection Les Cahiers rouges.
- 2010: Oscar Wilde: Aristote à l’heure du thé. Grasset, Paris, Collection Les Cahiers rouges.
- 2013: Oscar Wilde: L'importance d'être Constant, Grasset, Paris, Collection Les Cahiers rouges.